# N-3
La  N-3  (anteriormente  N-III ), conocida popularmente como Carretera de Valencia, es una carretera nacional perteneciente a la red radial de carreteras españolas. Tradicionalmente la  N-III  era también conocida con el nombre de "Carretera de Madrid-Valencia" y unía las capitales de las regiones de Castilla la Nueva con la de la Comunidad Valenciana. En la actualidad, en su mayor parte se encuentra desdoblada y convertida en la autovía del Este, aunque todavía conserva algunos tramos como carretera independiente, como el comprendido entre la localidad de Honrubia y Requena. También existen innumerables tramos menores, formando la mayoría de ellos, parte activa en la entrada y salida de la  A-3  de las distintas poblaciones circunvaladas, aunque oficialmente cursa bajo cualquiera de las dos plataformas de su autovía, en función de las características de construcción de ésta. 

## Antigua Carretera Nacional 3

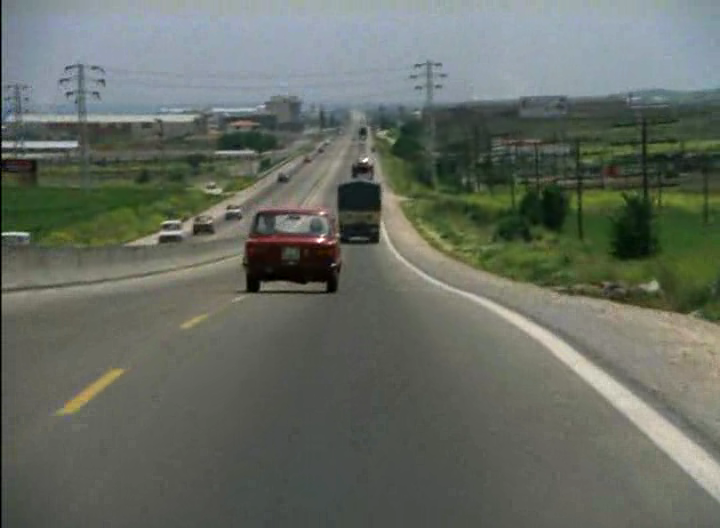
Entrada a Madrid año 73

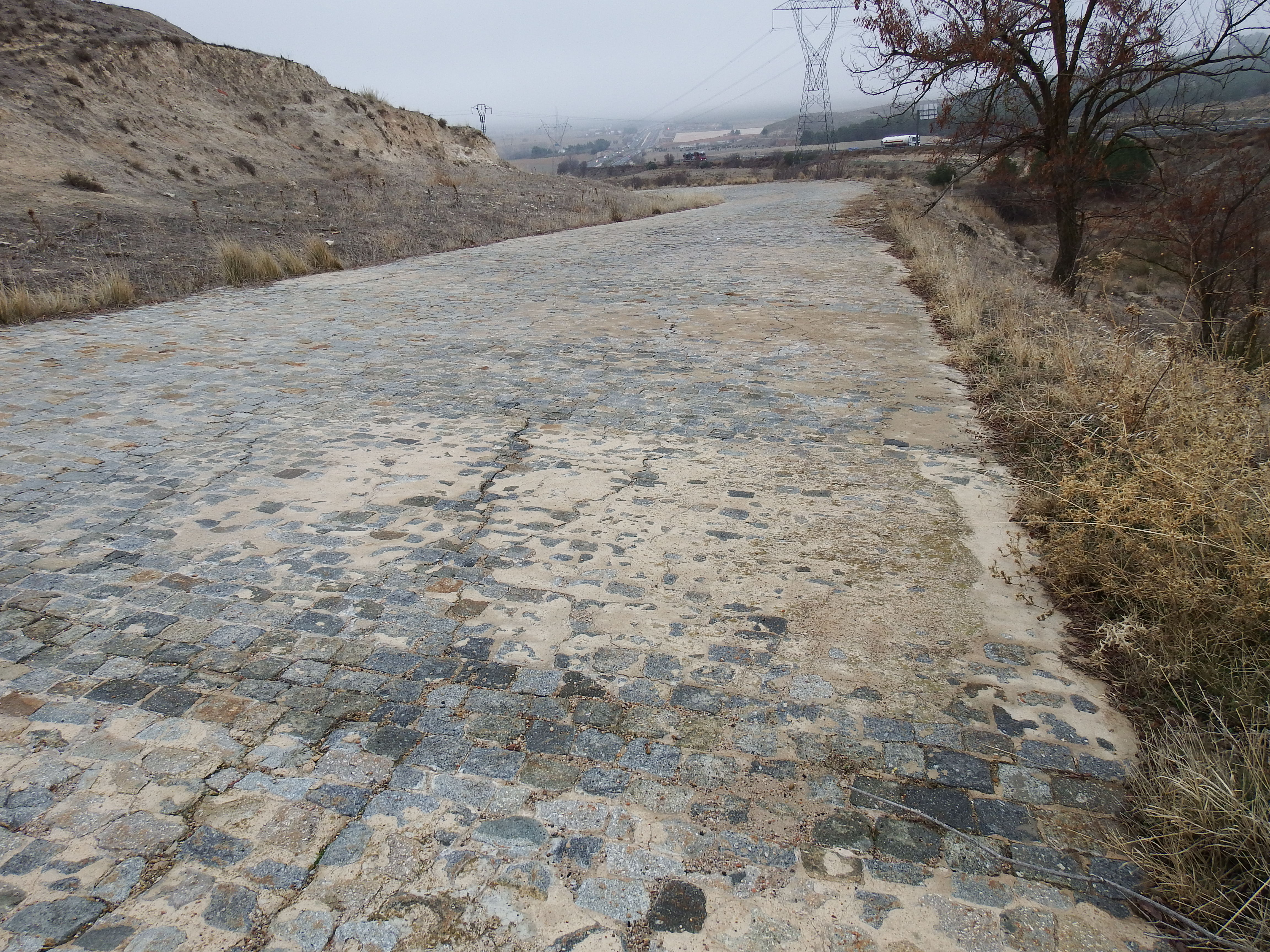
Trazado original de la carretera Madrid-Valencia en Belinchón. Al fondo se puede ver la A-3

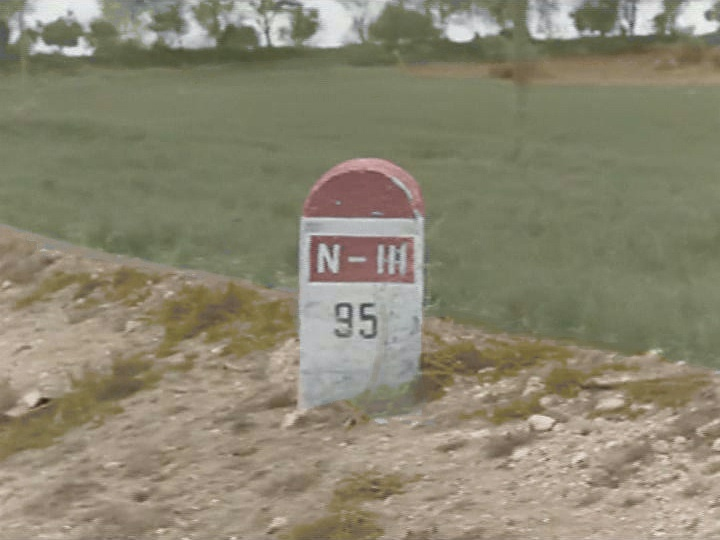
Mojón kilométrico tradicional al estilo del Plan Peña

Durante la década de los años 60, la Carretera Nacional  N-III  seguía el trazado que se construyó en la época de los Circuitos de Firmes Especiales y que componía la antigua carretera de Madrid-Castellón por Valencia. El trazado que tenía atravesaba las poblaciones por su casco histórico, provocando atascos circulatorios en sus travesías debido al volumen de tráfico pesado que utilizaban estas carreteras.
Una de las poblaciones que tenía un volumen alto de tráfico era el pueblo de Vallecas de Madrid, ya que la travesía se hacía por la actual avenida de la Albufera, (de ahí su toponimia), donde actualmente se puede ver un indicador kilométrico o comúnmente llamados “mojones de carretera”. 
En 1964 se inicia lo que en un futuro sería la Autopista del Este, cambiando el recorrido: en vez de atravesar el barrio de Vallecas, se iniciara el comienzo de la Avenida del Mediterráneo junto a la Plaza del Conde de Casal, el kilómetro 3 del recorrido inicial. La longitud del tramo es de unos ocho kilómetros, hasta el cerro de Almodóvar, pasado el barrio de Santa Eugenia en Villa de Vallecas. Esta obra tenía que salvar el arroyo Abroñigal, actualmente entubado bajo la autopista  M-30 , y la línea ferroviaria Madrid-Barcelona. El trazado antiguo de la carretera nacional se denominó como una carretera comarcal, con el identificador  M-303 . El desdoblamiento se inauguró el 9 de diciembre de 1964, y ese tramo fue la primera autopista de España en tener el distintivo europeo de autopista. Hasta 2003, era el único tramo de la Carretera de Valencia, que contenía las placas kilométricas de  A-3  en azul. Durante esta época, la  N-III  recibió su primer identificador europeo como  E-101  , aunque este nunca llegó a ser señalizado en la carretera físicamente, sí aparecía en el Mapa Oficial de Carreteras y en algunos documentos oficiales de la época en el MOP (Ministerio de Obras Públicas).
Durante la década de los años 70, la Carretera  N-III  tenía una prolongación de casi 360 km entre la capital de la entonces Castilla la Nueva (Madrid) y la Región de Valencia  (Valencia). En el año 1971 dicho recorrido contaba con al menos 25 kilómetros de carriles desdoblados por sentido de la marcha a modo de autovía fundamentalmente a la entrada de la capital. Hasta finales de los años 70, los sentidos de circulación estaban delimitados por una raya amarilla y sus arcenes por una raya blanca como todas las carreteras de la época y salvo excepciones, la  N-III  solía discurrir por el centro de las poblaciones con las que se encontraba. Una de estas poblaciones,  Motilla del Palancar, pese a que realmente estaba más cerca de Valencia que de Madrid, era considerada la mitad del trayecto. Todavía en aquel año, el límite de velocidad máximo permitido era de 100 km/h y salvo zonas puntuales, la  N-III  era considerada una de las carreteras mejor trazadas. Durante esta década se sustituyó el trazado del puerto de Contreras por el del embalse de Contreras, haciendo la ruta más cómoda al evitar este obstáculo geográfico. A la carretera comenzaría a conocérsela como "la Ruta del Bacalao", especialmente por los adeptos a este tipo de música. 
Durante la década de los años 80, el trazado de la  N-III  comienza a variar atendiendo al aumento de tráfico rodado en España, pues ya entonces la carretera era una de las vías más discurridas del país. A principios de esta época es cuando la reforma de la Constitución Española crea los Estatutos de Autonomía y las regiones de España son divididas en comunidades autónomas. Es entonces cuando Castilla la Nueva se divide en Castilla-La Mancha y la Comunidad de Madrid, por lo que a partir de ese año, la  N-III  atraviesa tres comunidades.

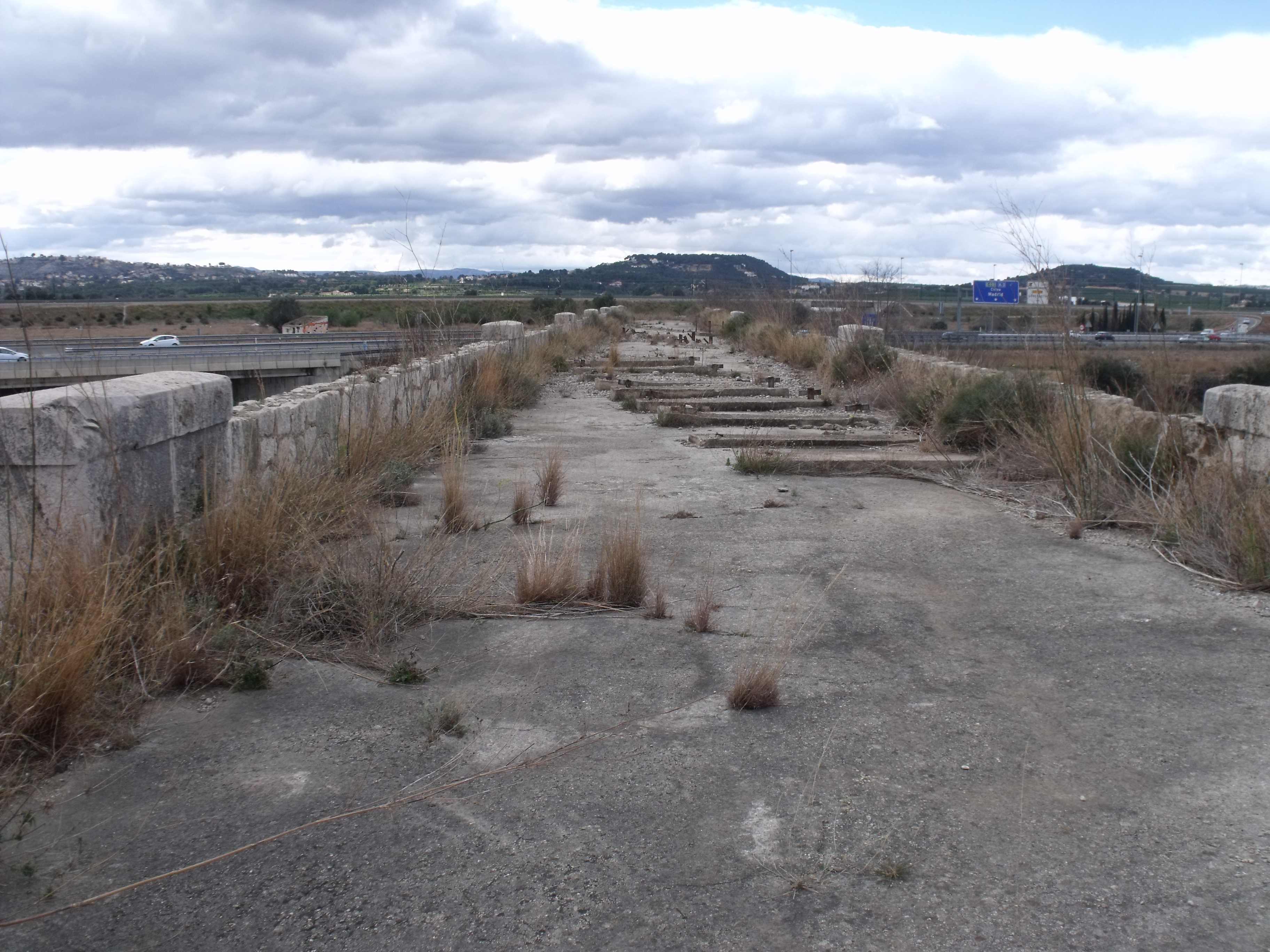
Puente viejo sobre el barranco del Poyo. Al fondo se ve la A-3 en el mismo punto.

A mediados de esta década, comienza a realizarse una serie de mejoras en el trazado de la carretera, a circunvalarse varias poblaciones, sustituir guardarraíles de piedra por acero galvanizado con zinc y a mejorar curvas peligrosas. A finales , tras ciertos ajustes, la carretera cambia su anterior identificador europeo E-101, que sólo aparecía en mapas y documentos de la época y que jamás estuvo señalizado en la carretera, por  E-901 . El indicador antiguo pasó a utilizarse en el este de Europa. Además, entre finales de los 80 y comienzos de los 90, la  N-III  sufrirá un desdoblamiento entre Madrid y Honrubia que concluirá en 1992.
La década de los años 90 es sin duda la de mayores cambios en la vía, sobre todo por el empuje de la plena incorporación de España a la Unión Europea de la que comienza a recibir numerosos fondos para mejorar las infraestructuras del país. Al término de la década, se completó la Autovía del Este, consistiendo en gran parte de tramos paralelos o desdoblados del antiguo trazado de la  N-III .  En 1995 (y atendiendo a la nueva situación de carreteras y autovías) dejan de utilizarse oficialmente los tradicionales mojones kilométricos de cemento blancos y rojos del Plan Peña y son retirados y sustituidos por señales verticales de acero. Pese a ello, siguen conservándose algunos en la actualidad. 

Durante la década de los años 2000 se prolonga el desdoblamiento de mayor parte de la carretera, salvo la comprendida entre Honrubia y Requena, que quedará como satélite de la  A-3  discurriendo en paralelo al sur. La autovía Madrid-Valencia se hace totalmente funcional en el año 2002 tras unas importantes obras, fundamentalmente de puentes como el del embalse de Contreras. Finalmente, en 2003, la autovía adquirió su propio identificador de  A-3 , manteniéndose el de  N-III  para los tramos aún conservados del antiguo trazado de la nacional. En consecuencia de la disponibilidad de la nueva autovía, la ahora llamada  N-3  deja atrás sus décadas de tráfico intenso para ser actualmente una vía para el tráfico local. Cabe destacar que aunque la nueva autovía supuso una gran mejora para el transporte nacional, su construcción supuso un gran golpe para la actividad económica en las localidades se encontraban en el trazado original de la  N-III , y el descenso de tráfico supuso el cierre de muchos comercios.

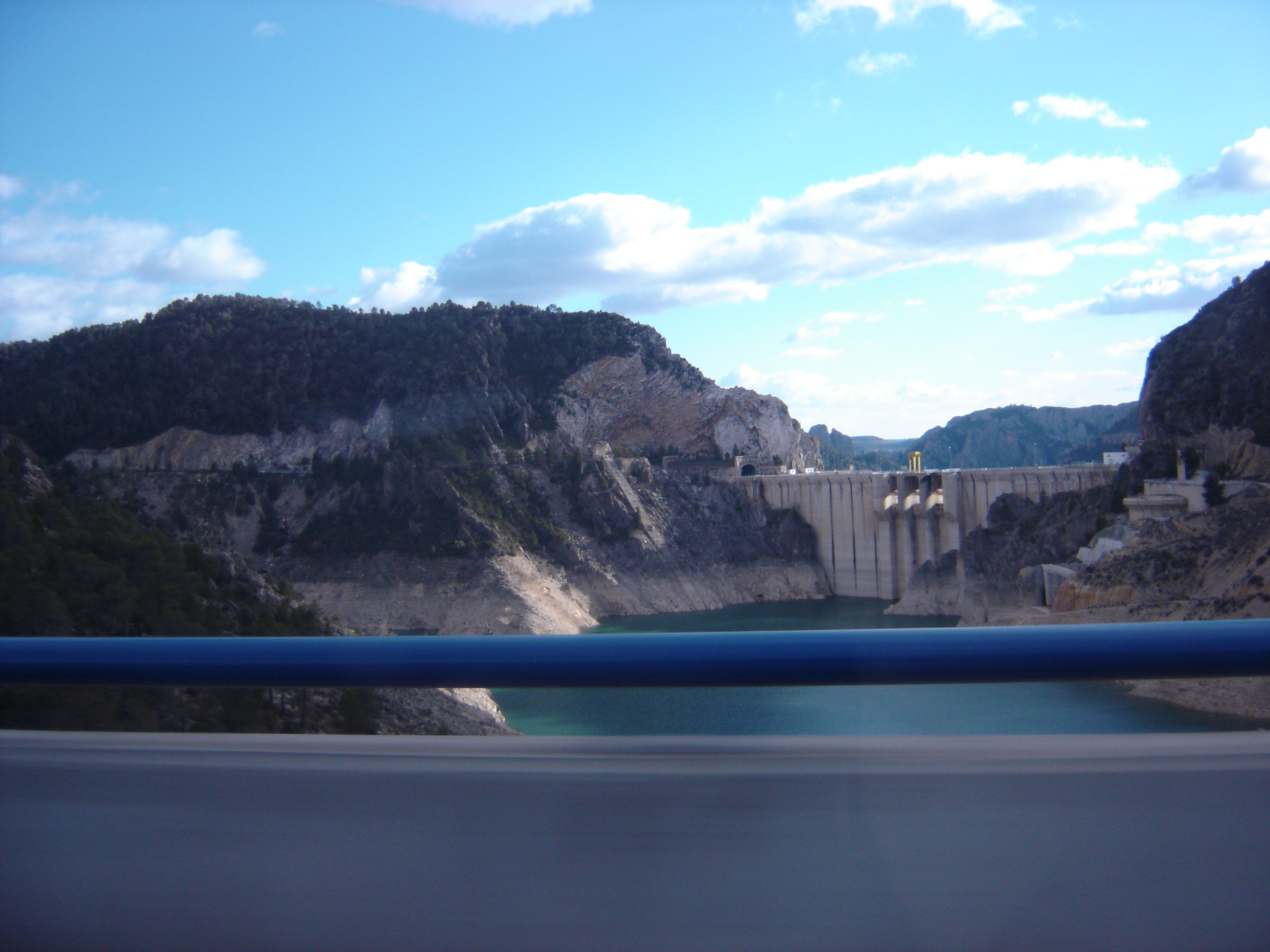
Fotografía tomada desde el puente de la A-3 enfocando la presa del embalse de Contreras, que sustenta la N-3

## La N-3 en la actualidad

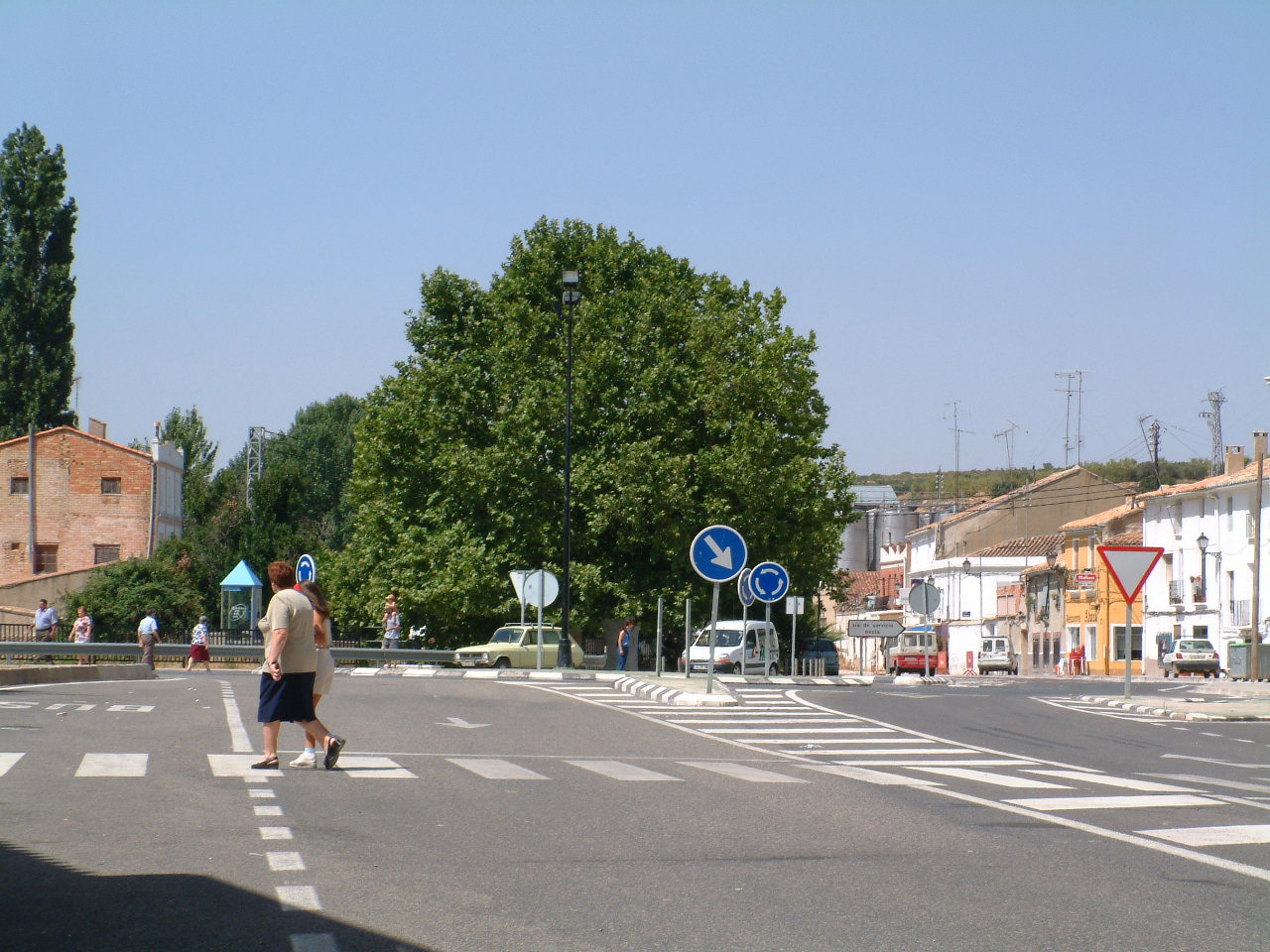
La N-3 a su paso por la localidad valenciana de Caudete de las Fuentes.

En la actualidad, la mayor parte de la carretera se encuentra totalmente desdoblada e integrada en la  A-3 , y sólo quedan de ella numerosos tramos del trazado original que se han corregido en la autovía, como algunas curvas que son visibles desde la autovía, en su gran mayoría abandonados; así como los trazados por los que discurría en las localidades que atravesaba y que hoy quedan como entradas y salidas que las conectan con la  A-3 . Sin embargo, continúan existiendo algunos  tramos íntegros del trazado de la  N-III  y que siguen siendo mejorados periódicamente a día de hoy.

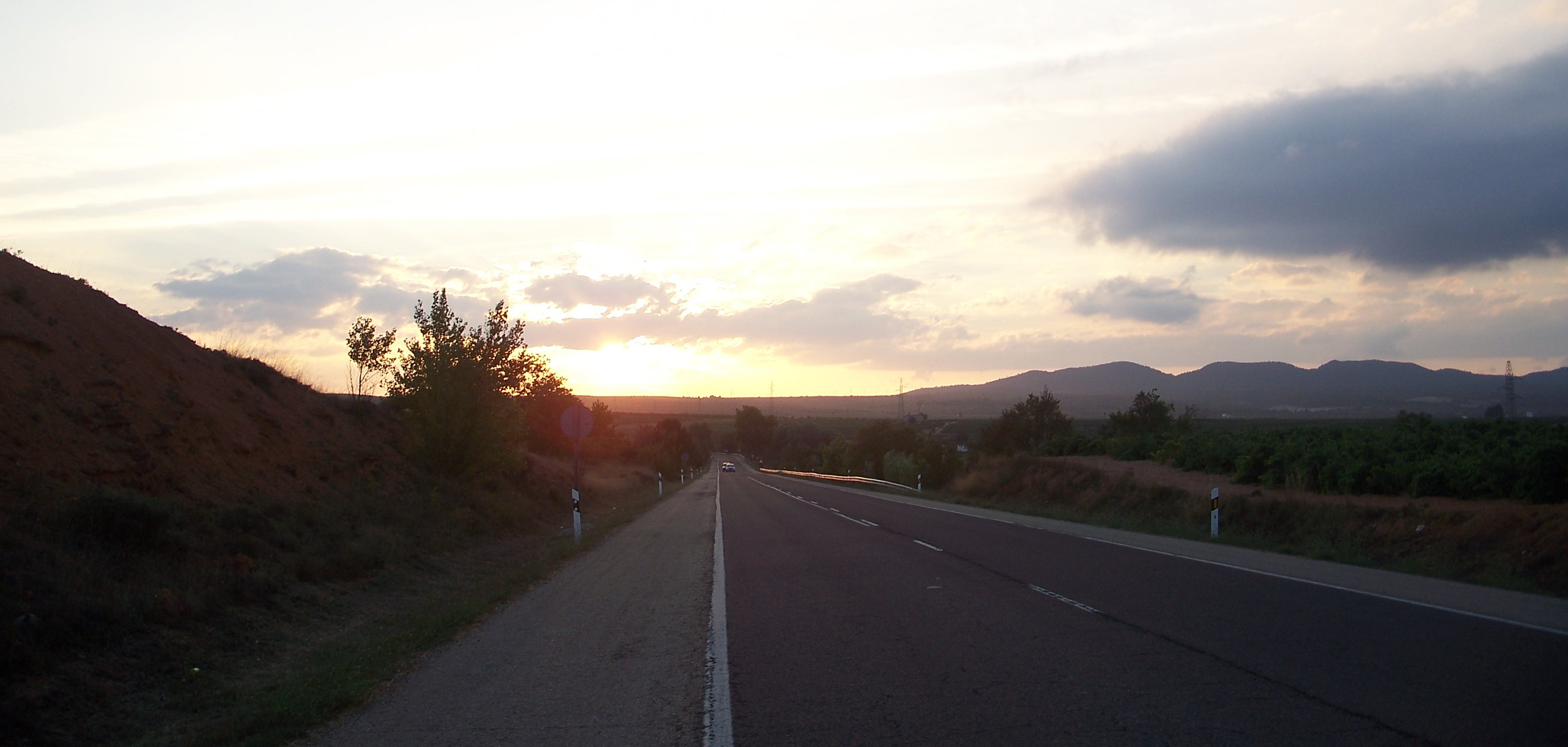
La N-3 entre Caudete y Utiel

Uno de ellos se encuentra en la Comunidad de Madrid, entre las localidades de Arganda del Rey y Perales de Tajuña. Este tramo conservado continúa denominado como  N-3 , conservando también las limitaciones de velocidad, la cual durante 2019 sufrió una reducción, fijándose en 90. En la actualidad este tramo sirve para comunicar ambas poblaciones, sin perder el trazado. 
El tramo conservado comienza al final de Arganda del Rey, ya que el trazado anterior ha sido desdoblado debido al tráfico denso que soporta esta localidad. Además, se han hecho algunas  actuaciones en el tramo, como mejoras del firme de la carretera y se han eliminado algunos cruces al mismo nivel, haciendo intersecciones giratorias para que sea más fluido y seguro, y continuando este tramo hasta Perales de Tajuña. 
De Perales se ha conservado la travesía que cruza la localidad, mejorándose al igual su firme por dicha población y actualizándose la señalización de la zona. Al terminar la travesía de la anterior población antes mencionada, se ha sustituido la denominación de  N-3  por  M-302  e incluyéndose en la Red de Carreteras de la Comunidad de Madrid, terminando el antiguo trazado en la intersección con la  A-3 .
Igualmente en la localidad madrileña de Fuentidueña de Tajo se conserva el antiguo trazado y la travesía por dicha localidad. En la actualidad se ha denominado a este tramo  M-831  dentro de la Red de Carreteras de la Comunidad de Madrid, quedando la antigua denominación sin uso.
Todavía se conserva un tramo de los años 70 entre las localidades de Honrubia y Requena, el más extenso, mientras que la  A-3  discurre muy cerca a unos pocos kilómetros al sur. Este trazado está lleno de bares y restaurantes tan famosos y característicos de entonces, hoy abandonados, así como varios hoteles y gasolineras, dando una sensación "apocalíptica" en un paraje realmente bonito.  
Se ha realizado una pequeña corrección el parte de antes de Motilla del Palancar, al erigirse un puente sobre el trazado del AVE.  
Finalmente, también se conserva el tramo entre los términos municipales de Siete Aguas y Buñol, conservándose aproximadamente 12 km, y manteniéndose los límites de velocidad. A la altura de Buñol se puede apreciar el Viaducto de Buñol, cuyas panorámicas desde la Ermita de Buñol resultan impresionantes, al igual que las de los situados en el embalse de Contreras.

## El embalse de Alarcón

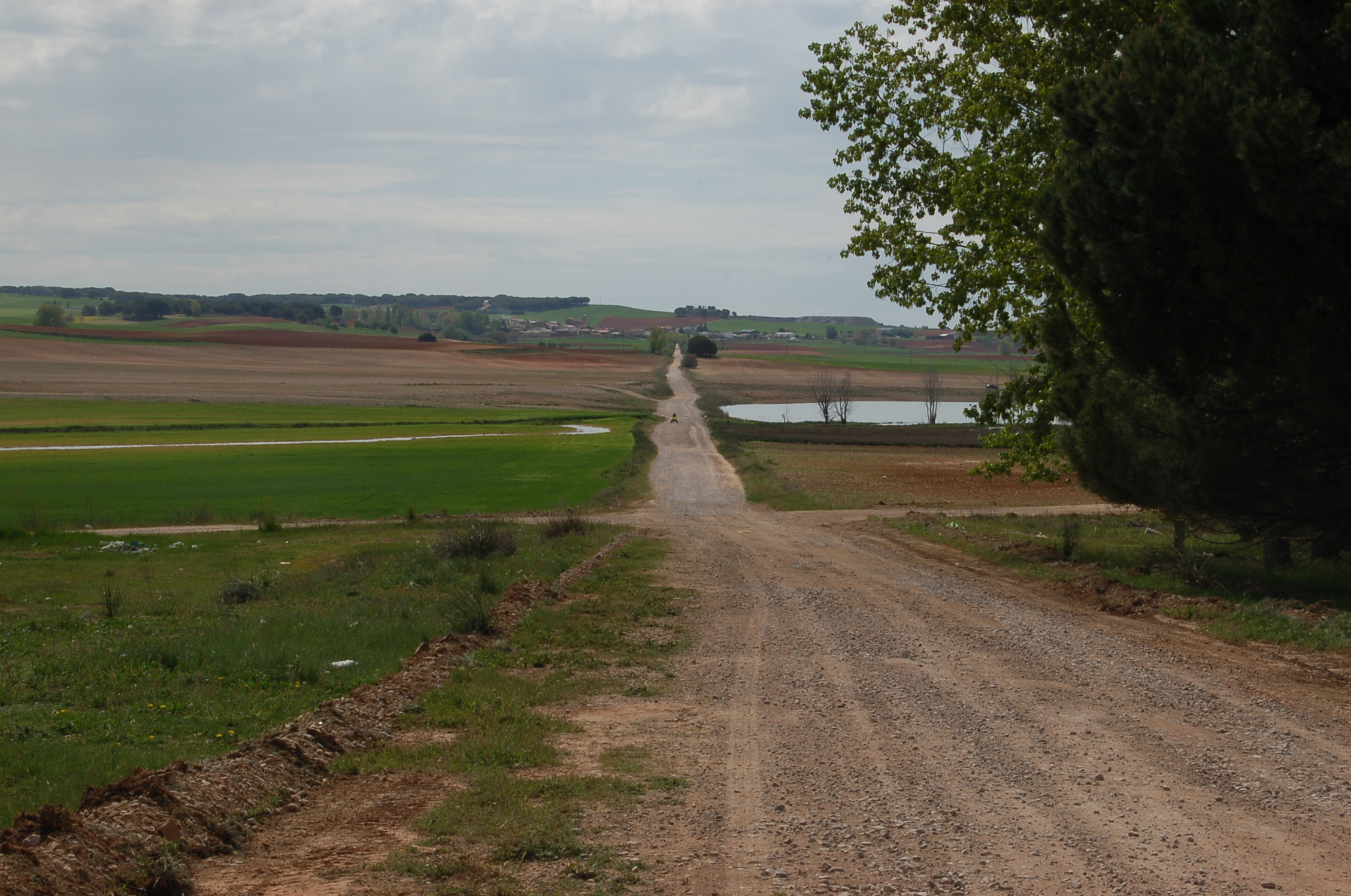
Tramo del trazado anterior a la construcción del embalse de Alarcón.

La construcción del embalse de Alarcón en los años cincuenta provocó el desvío de esta carretera, que pasó a transcurrir por la margen derecha del río Júcar, en lugar de la izquierda. El desvío se encuentra a la altura de la localidad de Cervera del Llano, desde la cual, siguiendo el trazado antiguo, se llega a Olivares de Júcar; de ahí a Valverde del Júcar, la carretera se adentra en el actual embalse, y atraviesa el río por un puente aún hoy existente bajo las aguas y practicable cuando el embalse está bajo y continúa a Hontecillas por la CM-2109. Esta población, al igual que otras de la zona, perdió población fundamentalmente debido a la anegación de tierras de labranza por el embalse, ya que su economía es esencialmente agrícola (cebada y trigo), pero también debido al desvío de la carretera nacional por el nuevo trazado.
El embalse de Alarcón, con una capacidad de 1.112 Hm³ y una superficie de 6.480 ha es el primer embalse de gran tamaño en el curso del Júcar. La presa, de gravedad de 71 metros de altura, retiene un caudal cuyo uso es el riego y la producción de energía eléctrica. Su emplazamiento, en la cerrada de entrada a las Hoces de Alarcón y su elevada altura hacen interesantes las vistas que se tienen desde su coronación, por la que pasa la N-3.
Este no es el único pantano por el que discurre el trazado, pues también lo hace sobre la presa del embalse de Contreras.

## El puerto de Contreras

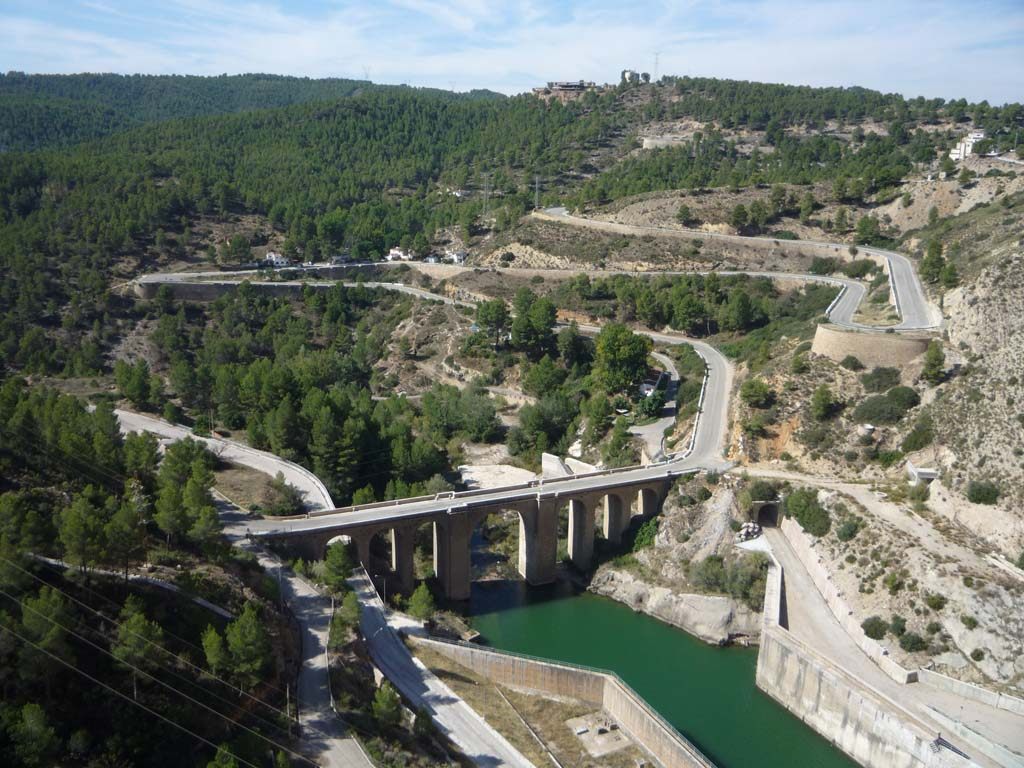
Antiguo puerto de Contreras

El puerto de Contreras, también llamado cuestas de Contreras ha sido uno de los pasos más difíciles de la carretera N-3. Se sitúa en el límite de las provincias de Valencia y Cuenca, siendo el río Cabriel el que sirve de delimitación de las mismas; entre los pueblos de Villargordo del Cabriel (Valencia) y Minglanilla (Cuenca). Para salvar este puerto invertido —ya que se trata de un cauce de un río y no de un collado entre montañas—, los ingenieros de las diferentes épocas se han visto forzados a trazar curvas, puentes y túneles para salvar dicho enclave. A mediados del siglo XIX fue cuando se construyó el primer trazado de la primitiva carretera Madrid-Valencia por este lugar (precursora de la N-3), componiéndose de infinidad de curvas y un importante puente que salva el río Cabriel, todo ello dirigido por el ingeniero de caminos Lucio del Valle.
El paso de Contreras proyectado y construido por Lucio del Valle en 1853 es, probablemente, el ejemplo más valioso de trazado de carreteras españolas anteriores al automóvil. Al construirse antes de la consolidación del ferrocarril como objeto prioritario de la inversiones en infraestructuras del siglo XIX, se construyó con un importante esfuerzo económico y de medios humanos. Se trata, además, de una obra que muestra el avance constructivo respecto a las carreteras (caminos reales) del siglo XVIII y primera mitad del XIX.
En el siglo XX, la introducción de este trazado en el Circuito Nacional de Firmes Especiales (CNFE) y el Plan de Modernización permitió su progresiva adaptación a las necesidades del tráfico de automóviles. Ello se tradujo en la construcción de numerosas rectificaciones de trazado, variantes de población y utilización de firmes alternativos al macadam.
Por orden del 18 de enero de 1967 se aprueba el Programa de la Red de Itinerarios Asfálticos (REDIA) de la red estatal de carreteras. Una de las actuaciones previstas para la N-3 fue el proyecto de una variante del puerto de Contreras que pasase por la coronación de la presa del mismo nombre, en construcción muy avanzada. De este modo, el paso por el puerto de Contreras pudo suprimirse a mediados de la década de los setenta.
Tres décadas más tarde, en los años noventa, la creación de la autovía A-3 obligó a construir un tercer trazado que, mediante un túnel y tres grandes viaductos, salva el embalse y evita el antiguo y accidentado itinerario en la zona de Las Cabrillas.
Por tanto en la actualidad quedan tres trazados: 
- El viejo trazado de la  N-3  (actual  CV-4661 ) que cruza el antiguo puerto de Contreras, que quedó en desuso en el 1970 y actualmente da acceso al poblado de Contreras y establecimientos de turismo rural.
- El actual trazado de la carretera nacional  N-3  que pasa por la coronación de la presa de Contreras y del Collado, atravesando 3 túneles. En la actualidad sirve de tráfico local.
- El actual trazado de la autovía  A-3  conformado por tres viaductos y un túnel, por donde discurre el tráfico en general en la actualidad.

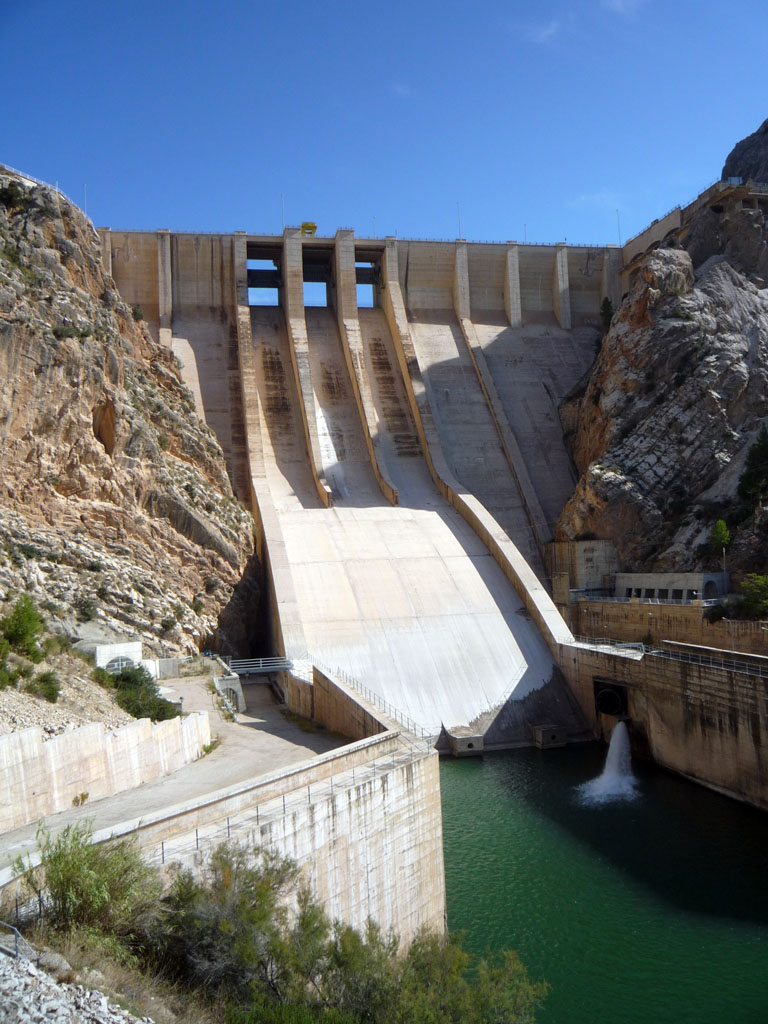
Vista general de la presa del embalse de Contreras

## Accidentes célebres

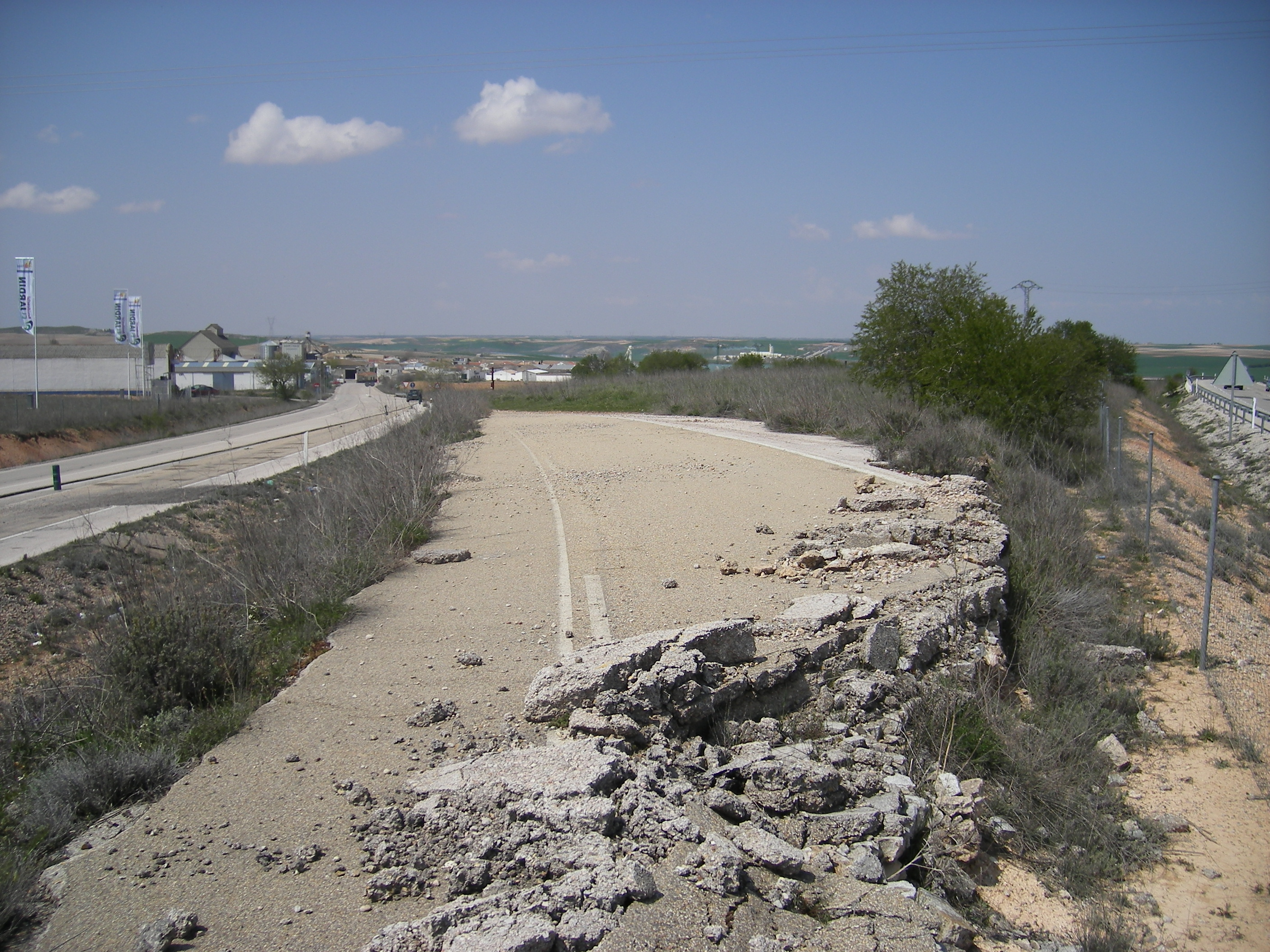
La curva donde tuvo el accidente Nino Bravo

Una de las antiguas curvas de la carretera que hoy se conserva en la localidad conquense de Villarrubio es mítica para numerosos fanes del cantante valenciano Nino Bravo, ya que en ese tramo tuvo el accidente de tráfico que posteriormente le costaría la vida. 
Aquel 16 de abril de 1973, la N-3 discurría con un cambio de rasante y una curva hacia la izquierda justo en su cima, y el BMW 2800 de Nino Bravo, que circulaba con exceso de velocidad, se salió de la carretera dando varias vueltas de campana. Aquella curva fue corregida en la década de los 80 y posteriormente se construyó la entrada desde Villarrubio a la A-3 en sentido Valencia sobre parte de ella. 
Actualmente se conserva parte de la curva original, aunque el firme de asfalto se encuentra una capa por debajo del trazado de la salida actual. Este firme antiguo todavía puede apreciarse debido a las obras de realización de la A-3 tal y como muestra la imagen, e incluso el firme antiguo aún conserva la línea amarilla de delimitación de los sentidos típica de los 70.